# Bikini Beach (film)
Bikini Beach är en amerikansk tonårsfilm från 1964 i regi av William Asher. I huvudrollerna ses Frankie Avalon och Annette Funicello. Filmen hör till genren beach party-filmer som var populära under 1960-talet. Detta är den tredje i en serie om sju filmer producerade av American International Pictures (AIP).

## Rollista i urval
- Annette Funicello - Dee Dee
- Frankie Avalon - Frankie / Potato Bug (Peter Royce Bentley)
- Keenan Wynn - Harvey Huntington Honeywagon III
- Martha Hyer - Vivian Clements
- Harvey Lembeck - Eric Von Zipper
- Don Rickles - Big Drag
- John Ashley - Johnny
- Jody McCrea - Deadhead
- Candy Johnson - Candy
- Danielle Aubry - Yvonne, the Lady Bug
- Elizabeth Montgomery - Yvonnes röst
- Meredith MacRae - Animal
- Delores Wells - Sniffles
- Donna Loren - Donna
- Janos Prohaska - Clyde
- Timothy Carey - South Dakota Slim
- Little Stevie Wonder - sig själv
- Alberta Nelson - Puss / Alberta
- Boris Karloff - konsthandlare

## Musik i filmen i urval
- "Bikini Beach" - ensemblen
- "Love's a Secret Weapon" - Donna Loren
- "Gimmie Your Love" - Avalon
- "This Time It's Love" - Funicello
- "Because You're You" - Avalon & Funicello
- "How About That?" - Avalon & The Pyramids
- "Happy Feelin’ (Dance and Shout)" - Little Stevie Wonder